# Gestüt Lipica

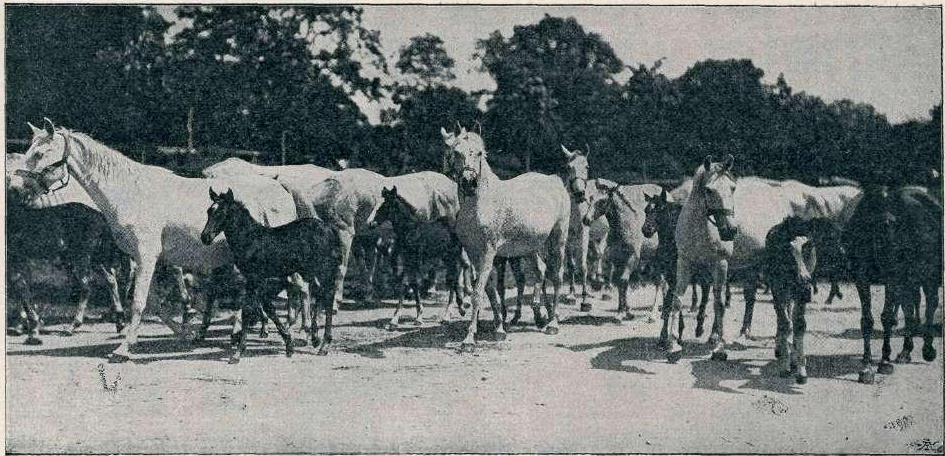
Kaiserliches Gestüt Lipica mit Lipizzanern, um 1906

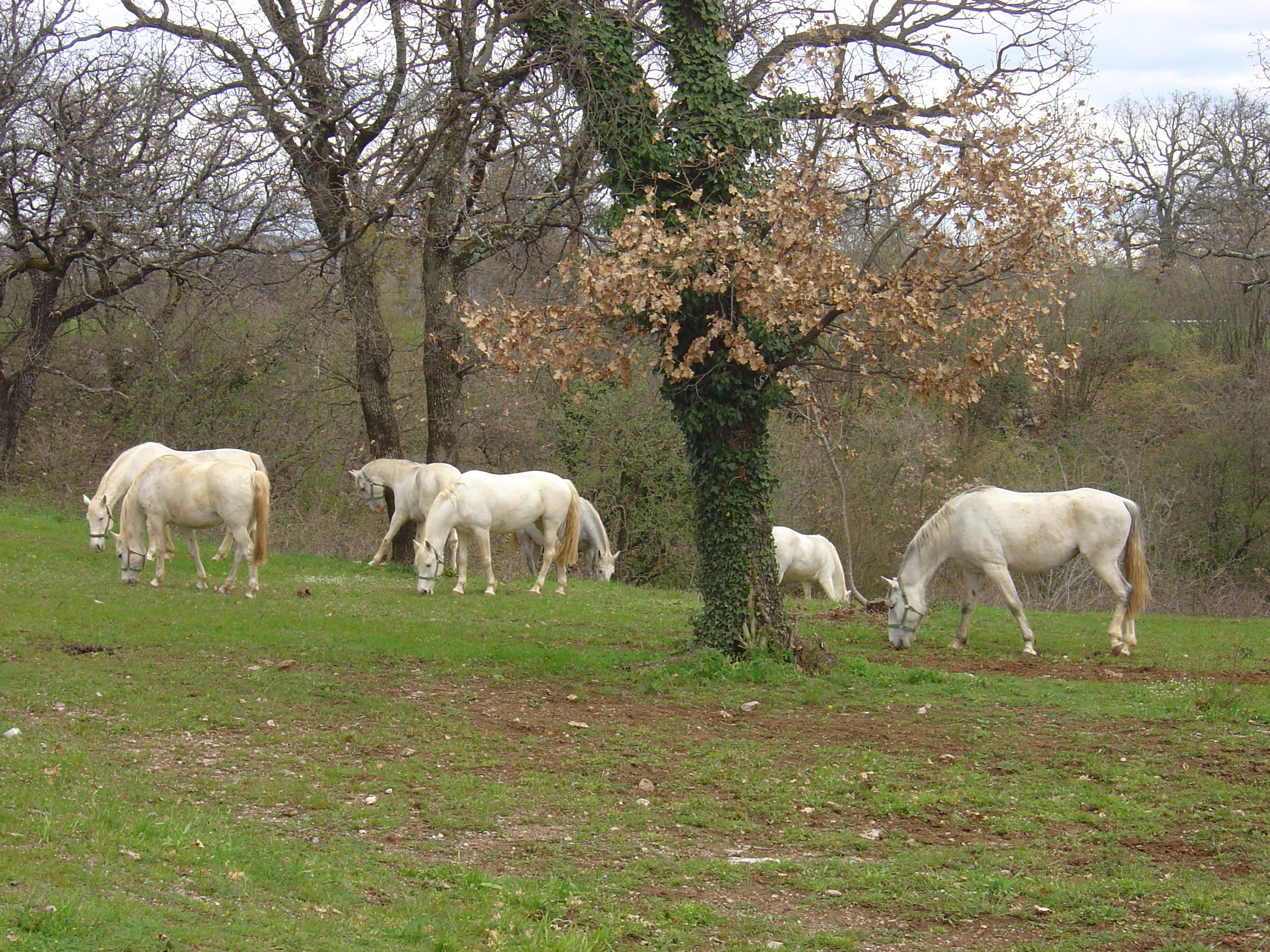
Lipizzaner im Gestüt Lipica

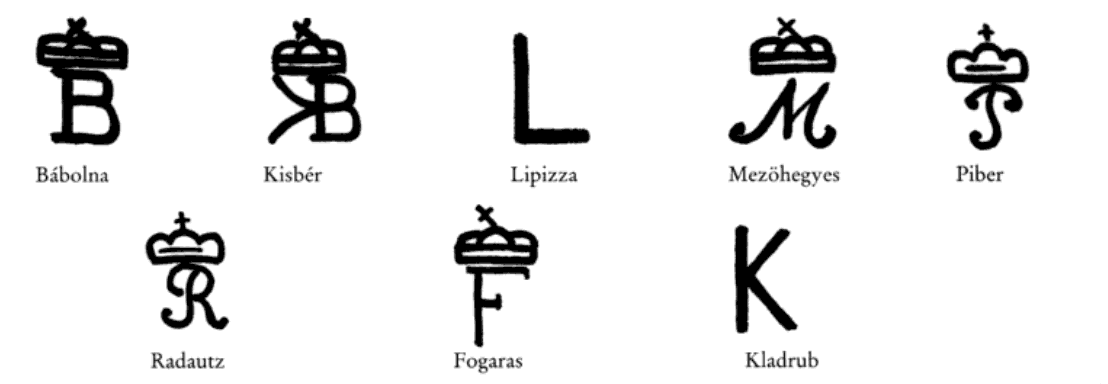
Die Gestütsbrände der österreichisch-ungarischen Staatsgestüte, mittig oben Lipizza

Das Gestüt Lipica ist ein Gestüt im Ortsteil Lipica (italienisch Lipizza) in der Gemeinde Sežana in Slowenien, unweit der italienischen Grenze. Der heute geläufige Name "Lipizzaner" geht auf dieses Gestüt zurück. Lipica zählt zu den beliebtesten Zielen für Ausflüge in die Karstregion.

## Geschichte
Das Gestüt wurde 1580 von Karl II. (Innerösterreich) gegründet. Als Sohn des in Spanien geborenen Kaisers des Heiligen Römischen Reiches Ferdinand I weilte auch er zwei Jahre in Spanien. Nach seiner Rückkehr entschloss er sich spanische Pferde zu züchten. Er ließ dazu auf dem Karst in der Nähe von Triest an der Grenze des Herzogtums Krain, das zu seinen habsburgischen Besitztümern zählte, einen Marstall und ein Gestüt errichten. Die unwirtliche steinige Gebirgsgegen wurde mit Bedacht ausgewählt, da unter diesen harten Aufzuchtbedingungen und der damit verbundenen strengen Selektion, sich ein widerstandsfähiger und genügsamer Pferdetyp entwickeln sollte. Härte und Genügsamkeit waren Grundvoraussetzungen für ein gutes Schlachtross.
Zunächst war es gar nicht sicher, ob die spanischen Pferde den widrigen Umweltbedingungen des Karsts gewachsen sein würden. Sie wurden, wie es zu jener Zeit üblich war, in einem "Wilden Gestüt" gehalten. Die Stutenherde blieb das ganze Jahr auf weitläufigen Weideflächen. Im Frühjahr wurde ein Hengst in die Herde gelassen. Die Stuten fohlten ohne Hilfe im Freien ab. Die Fohlen wurden einjährig aus der Herde gefangen und in, nach Stuten und Hengsten getrennte, Aufzuchtgruppen gegeben.
Die dort gezüchteten Pferde wurden lange Zeit als „Spanische Pferde Karster Rasse“ bezeichnet, da in den ersten zweihundert Jahren die zur Zucht verwendeten Hengste fast ausschließlich aus Spanien oder Italien stammten[1]. So etwa die „Neapolitaner“, die ebenfalls von spanischen Pferden abstammten. Seit dem Beginn des 16. Jahrhunderts zählte das Königreich Neapel zum spanisch-habsburgischen Imperium. Auch die später in Italien, Dänemark und Deutschland zugekauften Pferde entsprachen dem spanischen Typ.
In der Anfangszeit wurde auf Typ gezüchtet. Es sollte ein ausdrucksvolles, muskulöses Pferd von adliger Haltung und harmonischem Gesamteindruck sein, mit hoher Aufrichtung, charakteristischer Knieaktion, Ramskopf sowie der Eignung zur Hohen Schule. Erst ab dem 18. Jahrhundert wurde mit einer Linienzucht begonnen. Im Barock wurde darüber hinaus auf eine ausgefallene Fellfarbe Wert gelegt, sodass neben den Grundfarben und ihren Aufhellungen wie z. B. Isabellen und Cremellos unter anderem auch Tigerschecken, Plattenschecken, Mohrenköpfe und eine Vielzahl an Schimmelvarianten wie Honigschimmel oder Eisenschimmel gezielt gezüchtet wurden.
Als Prunk- und Paradepferde behielten die Lipizzaner über die Jahrhunderte hinweg bis zum Zusammenbruch der Habsburger Monarchie ihre große Bedeutung im Hofzeremoniell. Die Ausbildung der Hengste erfolgte in der Spanischen Reitschule in Wien. Schon Ferdinand hatte 1521 spanische Bereiter für seine Pferde mitgebracht.
Ein Dokument aus dem Jahr 1565 über 100 Gulden „zur Aufrichtung des Thumblplatz im Garten an der Purkh alhie“[2] wird als Gründungsdatum für die Spanische Reitschule angesehen. Nur Hengste, die ihre hohe Veranlagung zu versammelten Lektionen unter Beweis gestellt hatten, wurden zur Zucht eingesetzt.
Immer wieder zwangen kriegerische Auseinandersetzungen dazu, die Lipizzaner zu evakuieren und in sichere Gebiete zu bringen. Meist konnten sie anschließend wieder zurückgebracht werden.
Nach dem Ersten Weltkrieg und dem Zusammenbruch der k. und k. Monarchie wurde die Lipizza Herde aufgeteilt. 107 Pferde wurden an Italien abgegeben, 37 Lipizzaner an Tschechien. Sie kamen in das neu gegründete Gestüt Topolčianky. 97 Lipizzaner gingen an Österreich zurück und in das Gestüt Piber.
Während des Zweiten Weltkriegs wurden von 1941 bis 1945 die Lipizzaner aus den Staatsgestüten in Hostau zusammengezogen. Dort wurden sie 1945 mit Hilfe amerikanischer Truppen in der „Operation Cowboy“ vor der anrückenden Roten Armee über die nahe Grenze zu Bayern in Sicherheit gebracht.
216 Pferde wurden Österreich zugesprochen. 100 Lipizzaner gingen an Italien. Da Lipizza und seine Umgebung Jugoslawien zugeteilt worden war, mussten die Lipizza-Lipizzaner in ein neues Gestüt in Monterotondo bei Rom umziehen. Einige Lipizzaner wurden in die USA verschifft. Später erhielt auch Jugoslawien seine Lipizzaner zurück.
[1] Dr. Druml in Lipizzaner im Spiegel der Wissenschaft
[2] 450 Jahre Spanische Hofreitschule

## Besichtigung
Führungen werden im Gestüt in verschiedenen Sprachen zu festgelegten Zeiten angeboten. Eine Besichtigungsfahrt des weitläufigen Geländes ist mittels Kutsche möglich. Es gibt zudem Vorführungen der klassischen Lipizzaner-Dressurreitschule, die musikalisch begleitet werden und bei der unter anderem Kapriolen gezeigt werden. Weiterhin werden Reitstunden und geführte Ausritte angeboten.